# Cyclotrypema furcata
Cyclotrypema furcata är en skalbaggsart som först beskrevs av Olivier 1808.  Cyclotrypema furcata ingår i släktet Cyclotrypema och familjen bladbaggar. Inga underarter finns listade i Catalogue of Life.